# شيرلوك جونيور
شيرلوك جونيور (بالإنجليزية: Sherlock Jr.) هو فيلم كوميدي أمريكي صامت أنتج في سنة 1924 من إخراج وبطولة باستر كيتون وتأليف كلايد بروكمان وجين سي. هافز.
في 1991، أختير شيرلوك جونيور للحفظ في السجل الوطني السنيمائي للولايات المتحدة من قبل مكتبة الكونجرس على انه "مهم ثقافيًا وتاريخيًا، أو جماليًا"، وفي عام 2000 تم تصنيف الفيلم في المرتبة الـ 62 في قائمة (AFI's 100 Years…100 Laughs) من قبل معهد الفيلم الأمريكي AFI.

## طاقم التمثيل
- باستر كيتون
- كاثرين ماجواير
- جو كيتون
- إروين كونيلي
- وارد كرين
- فورد ويست

## وصلات خارجية
- شيرلوك جونيور على موقع IMDb (الإنجليزية)
- شيرلوك جونيور على موقع روتن توميتوز (الإنجليزية)
- شيرلوك جونيور على موقع ألو سيني (الفرنسية)
- شيرلوك جونيور على موقع Turner Classic Movies (الإنجليزية)
- شيرلوك جونيور على موقع أول موفي (الإنجليزية)
- شيرلوك جونيور على موقع فيلمافينيتي (الإسبانية)
- شيرلوك جونيور على موقع قاعدة بيانات الأفلام السويدية (السويدية)
- شيرلوك جونيور على موقع قاعدة بيانات الفيلم (الإنجليزية)
- شيرلوك جونيور على موقع ليتربوكسد (الإنجليزية)
- شيرلوك جونيور على موقع كينوبويسك (الروسية)
- Sherlock Jr film على يوتيوب
- The Navigator at SilentEra